# ضفيرة القوردون

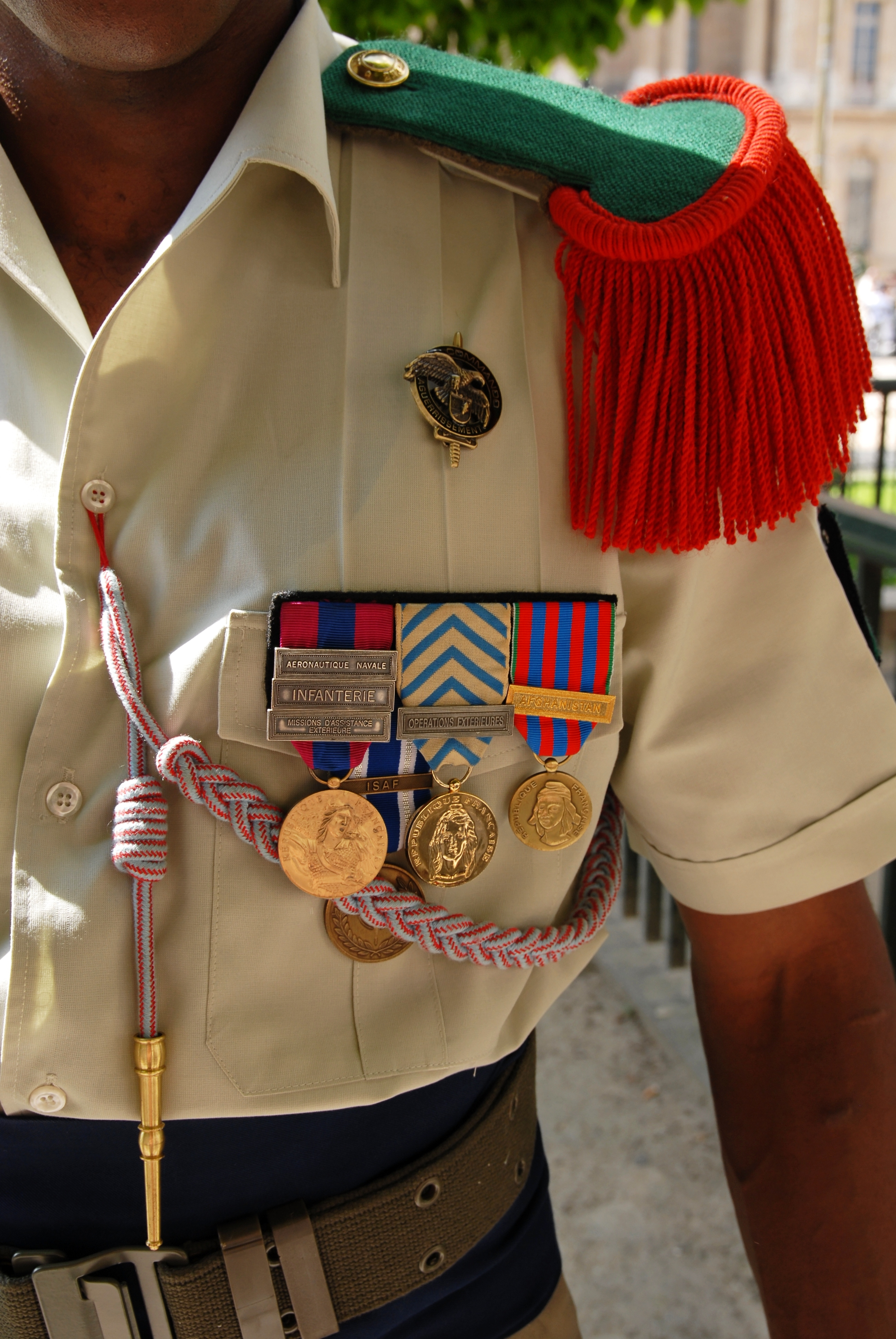
أربعة قطع باللونين الأزرق والأحمر من نوع صليب الحرب يرتديها جندي من فوج المشاة الأجنبي الثاني (2 ^{e} REI). القوردون هو الحبل المضفر الذي يمر تحت الميداليات وحول جانب الجندي.

الفورراجير أو ضفيرة القوردون أو الأَجَمَة هي جائزة عسكرية، تميز الوحدات العسكرية ككل، على شكل حبل مضفر. تم اعتماد الجائزة لأول مرة من قبل فرنسا، تليها دول أخرى مثل هولندا وبلجيكا والبرتغال ولوكسمبورغ. حيث تم منح ضفائر القوردون لوحدات من الجيوش الوطنية والأجنبية، باستثناء لوكسمبورغ، التي لم يتم منحها لأي وحدات أجنبية.
أصل الجائزة ليس مؤكدًا تمامًا، ولكن تم افتراض قصتين تخمينيتين على الأقل:
- القصة الأولى يتعلق بالجنود الفلمنكيون الذين يخدمون تحت قيادة دوق ألفا الثالث والذين ورد أنهم جبناء في المعركة. هددهم الدوق جميعًا بالشنق إذا لم يؤدوا أداءً أفضل في الإشتباكات المستقبلية، ولجأ الجنود، الذين أهانهم الدوق، إلى ارتداء حبال مربوطة بمسامير كبيرة حول أكتافهم، وكأنهم يقولون: «إشنقونا بهذا الحبل والمسمار إذا رأيتمونا نهرب من المعركة». بعد ذلك، كان أداء أعضاء الوحدة جيدًا لدرجة أن الحبل والمسمار أصبحا وسام شرف.[1]

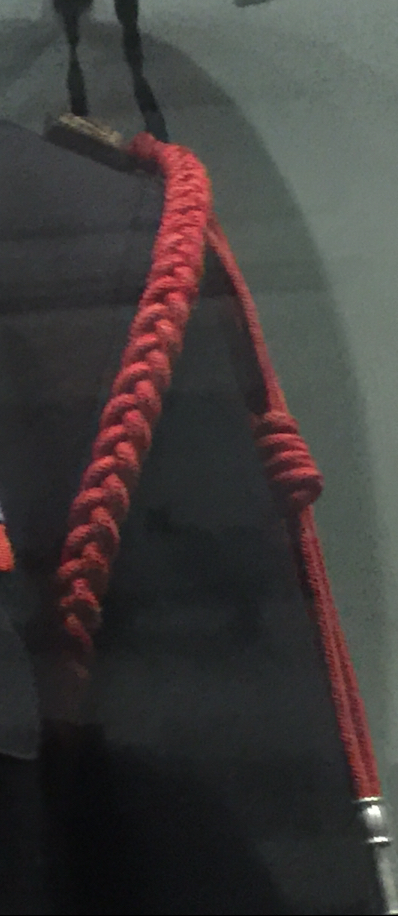
ضفيرة قوردون من وسام جوقة الشرف.

- القصة الثانية هو أنه بقدر ما تكون الأيجيليت شكلاً من أشكال القوردون، فإن ارتداء الدروع من قبل الفرسان الأوروبيين يتطلب استخدام الحبال ذات الألسنة المعدنية ومربع لتثبيت الدرع في مكانه، حيث سيحمل المربع هذه الحبال فوق كتفه ومن هنا كان الارتباط مع مساعدي المعسكر.[1]

## فرنسا

### تاريخ
كتمييز فوجي، لا ينبغي الخلط بين القوردون و الأيجيليت (الشارة المميزة للمساعد العسكري) التي قدمها نابليون الأول والتي تشبهها إلى حد كبير (الأيجيليت هي مجرد شارة رباعية ذهبية).
يُمنح وسام القوردون الحديث للجيش الفرنسي لجميع أفراد الوحدات العسكرية التي تم منحها شارة في الإرساليات. لا يجب الخلط بينه وبين جوائز الوحدة ذات الأوسمة الخاصة، حيث يتم تعليق الميدالية نفسها على علم الوحدة. على سبيل المثال، هناك العديد من الوحدات التي ترتدي ضفيرة القوردون للميدالية العسكرية، بينما ارتدت ست وحدات فقط الميدالية على أعلامها.
تم تقديمه خلال الحرب العالمية الأولى، عندما منحت وزارة الحرب الفرنسية لأول مرة ضفيرة القوردون للوحدات التي تم تسجيلها على أنها تميز نفسها أكثر من مرة في أوامر الجيش. كان هناك ستة ضفائر، اعتمادًا على عدد الإشارات في الإرساليات الممنوحة للوحدة:
| أعداد الإشارات | الحربين العالميتين الأولى والثانية                                                | حروب ما وراء البحار                                                          | العمليات منذ عام 1952                                    |
| -------------- | --------------------------------------------------------------------------------- | ---------------------------------------------------------------------------- | -------------------------------------------------------- |
| 9،10 أو 11     | مزدوج، أحمر (لون وسام جوقة الشرف) وأخضر مع خطوط حمراء (ألوان الصليب الحركي 14-18) | لم يتم منحها                                                                 | لم يتم منحها                                             |
| 6 أو 7 أو 8    | بسيط، أحمر (لون وسام جوقة الشرف)                                                  | بسيط، أحمر، مع اللون الأحمر الزيتوني والأزرق (ألوان الصليب الحركي في الخارج) | لم يتم منحها                                             |
| 4 أو 5         | بسيط، أصفر مع خطوط خضراء (ألوان Médaille Militaire)                               | بسيط، أصفر مع خطوط خضراء، مع زيتون أحمر وأزرق                                | لم يتم منحها                                             |
| 2 أو 3         | بسيط، أخضر مع خطوط حمراء (ألوان الصليب الحركي 14-18)                              | بسيطة والأحمر والأزرق                                                        | بسيطة، حمراء وبيضاء (ألوان croix de la Valeur Militaire) |

إذا حصلت وحدة على هذا التمييز في كل من الحربين العالميتين الأولى والثانية، فإن ضفائر القوردون تحمل زيتونتين، واحدة لكل صراع حصلت على إشارة فيه. هذه الزيتونات مختلفة:
| أعداد الإشارات | الحرب العالمية الأولى                                            | الحرب العالمية الثانية                         |
| -------------- | ---------------------------------------------------------------- | ---------------------------------------------- |
| 9 أو 10 أو 11  | نصفه أحمر ونصفه أخضر مع خطوط حمراء، ويفصل بين النصفين حلقة بيضاء | لم يتم منحها                                   |
| 6 أو 7 أو 8    | نصف أحمر ونصف أخضر مع خطوط حمراء                                 | لم يتم منحها                                   |
| 4 أو 5         | نصف أصفر مع خطوط خضراء ونصف أخضر مع خطوط حمراء                   | نصف أصفر مع خطوط خضراء ونصف أحمر مع خطوط خضراء |
| 2 أو 3         | أخضر مع خطوط حمراء                                               | أحمر مع خطوط خضراء                             |

أثناء ال الحرب العالمية الثانية، مُنح وسام التحرير لأعلام 17 وحدة عسكرية، يرتدي أعضاؤها الآن ضفائر القوردون منذ 18 يونيو 1996. تعتبر جائزة القوردون هذه أعلى جائزة للوحدة في الجيش الفرنسي، حيث يُنظر إلى جائزة القوردون على أنها أهم من أي ذكر في الإرساليات.
ترتدي بعض الوحدات العسكرية الفرنسية مجموعات من ضفائر القوردون، إذا تم ذكرها في الأوامر في كل من الحرب العالمية والحرب الخارجية (الإستعمارية). على سبيل المثال، يرتدي فوج الفيلق الأجنبي الفرنسي الشهير، وفوج المشاة الأجنبية الثالثة، زي ضفيرة القوردون مزدوجًا باللونين الأحمر والأخضر مع خطوط حمراء (9 إشارات خلال الحرب العالمية الأولى)، مع لون أحمر زيتوني مع خطوط خضراء (3 إشارات خلال الحرب العالمية الثانية) وضفيرة قوردون باللون الأصفر بخطوط خضراء، مع زيتون أحمر وأزرق (5 إشارات خلال حروب ما وراء البحار).
ضفيرة القوردون المستخدمة من قبل الفيلق الأجنبي الفرنسي هي:
- 2e REI (مشاة الفيلق الأجنبي الثاني) – croix de guerre des TOE
- 2e REP (الفيلق الأجنبي الثاني المظليين) – جوقة الشرف
- 1er REC (سلاح الفرسان في الفيلق الأجنبي الأول) - Croix de Guerre (الحرب العالمية الثانية)؛ croix de guerre des TOE
- 3e REI (مشاة الفيلق الأجنبي الثالث) – جوقة الشرف، Médaille Militaire، Croix de Guerre
- 13e DBLE (اللواء النصفي للفيلق الأجنبي الثالث عشر) – Ordre de la Libération

### ملابس شخصية من ضفيرة القوردون
عادةً ما يرتدي أعضاء الوحدة الأربعة الزخرفة. عندما يغادرون الوحدة، يتعين عليهم التخلي عن ضفيرة القوردون. ومع ذلك، يمكن للأعضاء الذين شاركوا شخصيًا في الإجراءات التي أدت إلى منح ضفيرة القوردون والإستمرار في ارتداء الضفيرة، حتى بعد مغادرة الوحدة. يمكنهم فقط ارتداء ضفائر القوردون التي تتوافق مع عدد الإجراءات التي شاركوا فيها بالفعل. وبالتالي، إذا غادر أحد أعضاء الفوج المكون من 5 إشارات ولكنه شارك في عملين مذكورين فقط، فيمكنه فقط ارتداء صليب الحرب وليس ميدالية ضفيرة القوردون العسكرية.

## منحت الوحدات الأمريكية وسام ضفيرة القوردون
- تم منح الفوج البحري الخامس، والفوج البحري السادس، كتيبة الرشاشات الخامسة التابعة لقوات مشاة البحرية الأمريكية وسامضفيرة القوردون لحصولهم على وسام الصليب الحركي بسعف النخيل ثلاث مرات خلال الحرب العالمية الأولى.
- حصل فوج المشاة الثالث والعشرون، الفرقة الثانية، على وسام صليب الحرب الفرنسية مع نخلة النخيل ثلاث مرات، ومنحت وسام ضفيرة القوردون الفرنسي للخدمة خلال حملات الحرب العالمية الأولى في شاتو تييري والمارن وميوز أرجون. بالإضافة إلى ذلك، نظرًا لوجود العديد من الجنود الأمريكيين في الخطوط الأمامية خلال كل معركة تم فيها منح فرقة المشاة الثالثة والعشرين وسام الصليب الحربي، فقد سمحت الحكومة الفرنسية والقائد العام للجيش الأمريكي لهؤلاء الجنود بارتداء القلادة الرباعية كديكور فردي بغض النظر عن ذلك. مهمة الوحدة المستقبلية، شرف نادر جدًا. في المجمل، تم اعتماد 434 ضابطًا ورجلاً من AEF لارتداء القلادة الفرنسية كديكور فردي، وفقًا للتقرير النهائي لوزير الحرب، عام 1922.
- أثناء الحرب العالمية الأولى، تم منح وحدة SSU الخامسة fourragère aux couleurs du ruban de la médaille militaire .
- أثناء الحرب العالمية الثانية، تم منح الفرقة المدرعة الثانية وكذلك أفواج المشاة 16 و 18 و26 وكتيبتي المدفعية الميدانية الخامسة والسابعة وكتيبة المهندسين الأولى وشركة الإشارة الأولى fourragère aux couleurs du ruban de la médaille militaire .
- 17 وحدة عسكرية فرنسية ترتدي وسام التحرير

### الحرب العالمية الأولى
| وحدة                                                             | خدمة              | السنة الممنوحة | حملة أو معركة                         | الملاحظات الأخرى |
| ---------------------------------------------------------------- | ----------------- | -------------- | ------------------------------------- | --- |
| مشاة البحرية الخامسة مشاة البحرية السادسة كتيبة الرشاشات الخامسة | البحرية الامريكية | 1918           | معركة بيلو وود، الجبهة الغربية        | حصل على جائزة Fourragère aux couleurs de la Croix de guerre بجريد النخل ثلاث مرات                                                |
| فوج المشاة التاسع فرقة المشاة الثانية                            | الجيش الأمريكي    | 1919           | شاتو تييري، أيسن مارن، وميوز أرجون    | أربعة قطع فرنسية بألوان الصليب الحربي، بموجب الأمر العام رقم 156 واو، بتاريخ 29 أغسطس 1919، القيادة العامة لجيوش الشرق الفرنسية. |
| فوج المشاة 23 القسم الثاني                                       | الجيش الأمريكي    | 1918           | شاتو تييري، أيسن مارن، وميوز أرجون    | تم اعتماد 434 ضابطًا ورجلًا لارتداء القلادة الفرنسية كديكور فردي، وفقًا للتقرير النهائي لوزير الحرب عام 1922.                       |
| فوج المشاة 370 فرقة المشاة 93                                    | الجيش الأمريكي    | 1918           | معركة أيسن الثالثة على الجبهة الغربية | [ 2 ] |
| القسم الثالث                                                     | الجيش الأمريكي    | 1918           | الجبهة الغربية                        | حصل على جائزة Fourragère aux couleurs de la Croix de guerre                                                                      |

### الحرب العالمية الثانية
| وحدة | خدمة           | السنة الممنوحة | حملة أو معركة  | الملاحظات الأخرى                                                                     |
| --- | -------------- | -------------- | -------------- | ------------------------------------------------------------------------------------ |
| فرقة المشاة الأولى | الجيش الأمريكي | 1944           | نورماندي       | حصل على Fourragère aux couleurs du ruban de la médaille militaire                    |
| فرقة المشاة الثلاثين | الجيش الأمريكي | 1945           | نورماندي       | حصل على Fourragère aux couleurs du ruban de la médaille militaire                    |
| المشاة 16 18 مشاة المشاة 26 المدفعية الميدانية الخامسة كتيبة المدفعية الميدانية السابعة كتيبة المهندسين الأولى شركة الإشارة الأولى كل من فرقة المشاة الأولى      | الجيش الأمريكي | 1944           | نورماندي       | حصل على Fourragère aux couleurs du ruban de la médaille militaire                    |
| الفرقة واللواء الأول، الفرقة 82 المحمولة جوا | الجيش الأمريكي | 1944           | نورماندي       | حصل أيضًا على وسام ويليام من مملكة هولندا لشجاعته أثناء عملية ماركت جاردن في عام 1944 |
| شركة الشاحنات البرمائية رقم 478 غير تابعة للقسم | الجيش الأمريكي | 1944           | عملية أفرلورد  | حصل على جائزة Fourragère aux couleurs de la Croix de guerre                          |
| فرقة المشاة 79 | الجيش الأمريكي | 1944           | عملية أفرلورد  | حصل على جائزة Fourragère aux couleurs de la Croix de guerre                          |
| كتيبة المدفعية الميدانية الثانية عشرة الفرقة المدرعة الثانية فرقة المشاة 99 فوج المشاة الثامن فوج المشاة الثاني عشر فوج المشاة 22، ثلاثة أفواج من الفرقة الرابعة | الجيش الأمريكي | 1944           | معركة الانتفاخ | حصل على جائزة Fourragère البلجيكية واستشهاد الوحدة الرئاسية                          |
| سرية الشرطة العسكرية التاسعة، الفرقة المدرعة التاسعة | الجيش الأمريكي | 1944           | حملة راينلاند  | حصل على جائزة Fourragèrei البلجيكية.                                                 |
| فوج المشاة 104 (الولايات المتحدة) | الجيش الأمريكي | 1944           | خط هيندنبورغ   | حصل على جائزة Fourragère aux couleurs de la Croix de guerre                          |

## الحبل البرتقالي الهولندي
وسام ويليام العسكري، أو غالبًا ما يُسمى الوسام العسكري لويليام، هو أقدم وأعلى وسام شرف في مملكة هولندا. شعار الوسام هو (من أجل الشجاعة والقيادة والولاء). تم إصدار وسام الفروسية في 30 أبريل 1815 من قبل الملك ويليام الأول وتم تقديمه لمآثر الشجاعة الممتازة في ساحة المعركة وكوسام جدير بالتقدير لكبار الضباط العسكريين. بالمقارنة مع وسام جوقة الشرف الفرنسي فإنه أقل منه، فإن وسام ويليام العسكري هو وسام فروسية للجدارة والشجاعة وهو مفتوح للجميع بغض النظر عن الرتبة والمنصب، وليس فقط للجيش الهولندي بل أيضًا للأجانب. أما الآن، فنادرًا ما يُمنح الوسام وفقط للشجاعة الممتازة في المعركة.
تم تزيين اللون الفوجي للوحدة بشارة الدرجة الرابعة نفسها، والتي تتدلى من نهاية الرمح. يُعرف وسام ويليام العسكري لأعضاء الوحدة باسم الحبل البرتقالي. يحق فقط لأولئك الذين خدموا في وحدة عسكرية في وقت معين ارتداء الحبل البرتقالي. يتم ارتداء الحبل البرتقالي كحبل حول الكتف الأيمن ويمكن ارتداؤه في وقت واحد مع ضفيرة القوردون الفرنسية أو البلجيكي من صليب الحرب. يعتبر الحبل البرتقالي زخرفة دائمة ويتم ارتداؤه طوال مدة مهنة العضو العسكري.

## ضفيرة القوردون البلجيكية

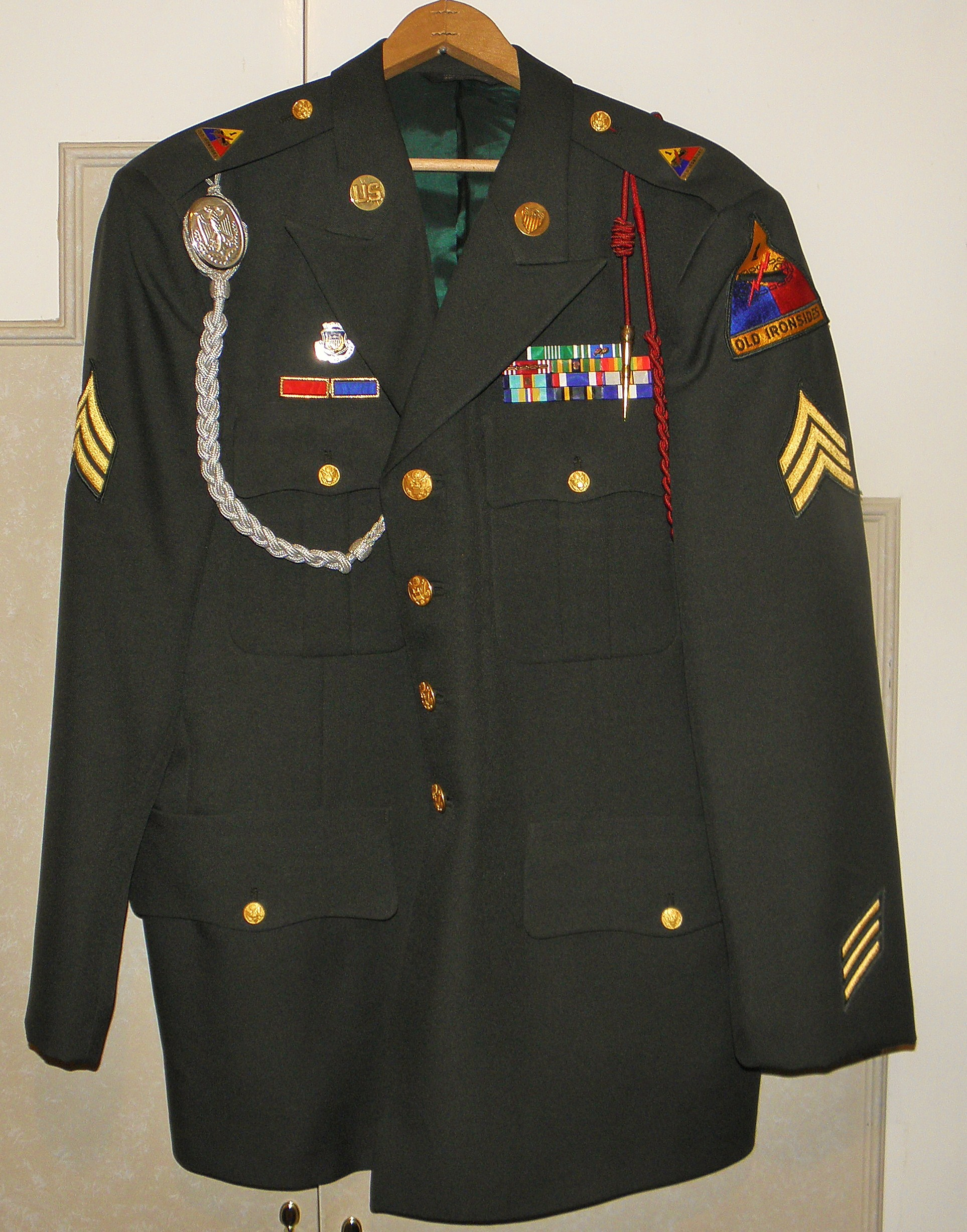
سترة من الدرجة الأولى للجيش الأمريكي مع ضفيرة القوردون البلجيكية على اليسار، شارة الرماية للقوات المسلحة الألمانية يتم ارتداؤها على اليمين

تم إصدار ضفيرة القوردون البلجيكية عام 1940 من قبل الأمير البلجيكي تشارلز، الوصي على المملكة لتكريم بعض التشكيلات العسكرية التي ميزت نفسها خلال الحرب العالمية الثانية. حيث يتكون من ثلاثة حبال تنتهي بعقدة وعلامة معدنية، وهي مضفرة باللونين الأحمر والأخضر؛ ألوان الصليب الحركي البلجيكي عام 1940. إن ضفيرة القوردون مصنوعة من القطن لضباط الصف والجنود ومن الحرير للضباط.[بحاجة لمصدر]

## ضفيرة القوردون في لوكسمبورغ
يمنح جيش لوكسمبورغ حاليًا ضفيرة القوردون باللونين البرتقالي والأزرق. 

## ضفيرة القوردون البرتغالية
لدى البرتغال ثلاثة ضفائر للقوردون: صليب الحرب (الأحمر والأخضر)، وسام الشجاعة العسكرية (الأزرق والأبيض)، ووسام البرج والسيف (الأزرق الخالص).

## ضفيرة القوردون الفيتنامية الجنوبية

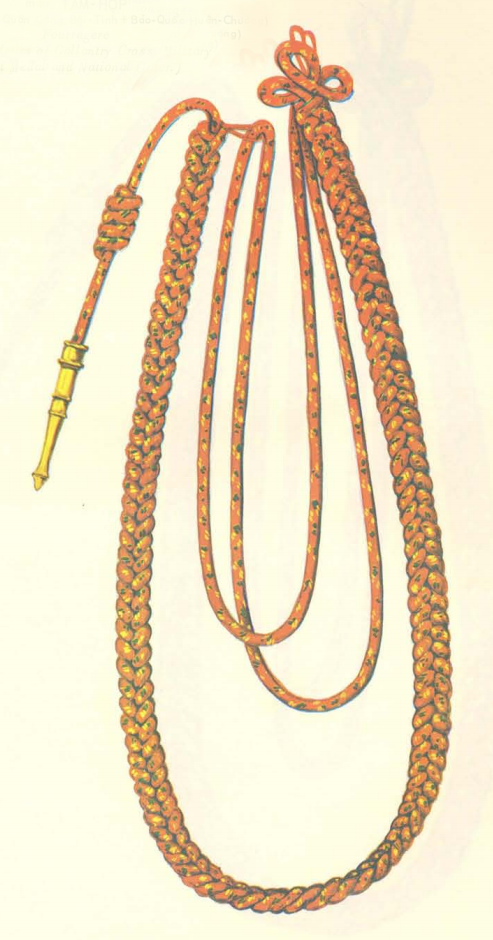
فيتنام فورراجير (ألوان مختلطة من صليب غالانتري، وسام الاستحقاق العسكري، والنظام الوطني)

إن صليب جالانتري الفيتنامي يعادل الصليب الحركي الفرنسي. تم إنشاؤها بموجب المرسوم رقم 74 بتاريخ 15 أغسطس 1950 والمرسوم رقم 96 بتاريخ 2 مايو 1952. تم منح الزخرفة لكل من الأفراد (المشار إليهم بالنجمة) والتشكيلات (المشار إليها بالنخلة) التي تم الإستشهاد بها للشجاعة. تم السماح في البداية للتشكيلات التي مُنحت وسام الشجاعة لمناسبتين أو أكثر بارتداء ضفيرة القوردون.
إن الحراك المدني في فيتنام هو الآخر أحد ضفائر القوردون الفيتنامية الجنوبية. في المظهر كان يشبه صليب الشجاعة لجمهورية فيتنام، ولكن بدلاً من اللونين الأصفر والأحمر، كان باللونين الأخضر والأحمر. يُسمح للتشكيلات التي مُنحت الميدالية أو الشعار لمناسبتين أو أكثر بارتداء ضفيرة القوردون. وقد تم منح العديد من الوحدات والأفراد ميدالية واحدة، ولكن القليل منهم حصل على ميدالية ثانية.

## ضفيرة القوردون الزخرفية
غالبًا ما يتم ارتداء ضفائر القوردون كعناصر زخرفية لإضفاء الحيوية على الزي الرسمي الإحتفالي في المنظمات العسكرية والشرطة والمتدربين. ارتدى أعضاء من الولايات المتحدة وقوة الخدمة الخاصة الأولى الكندية ضفائر قوردون باللون الأحمر والأبيض والأزرق مصنوعة من خطوط كفن المظلة دون أن يحصلوا عليها في أي شكل معين من أشكال المشاركة العسكرية.

## أنظر أيضًا
- ايجيليت